# Althepus pum
Espèce
Althepus pum est une espèce d'araignées aranéomorphes de la famille des Psilodercidae.

## Distribution
Cette espèce est endémique de la province de Chiang Rai en Thaïlande,. Elle se rencontre dans la grotte Tham Pum dans le district de Mae Sai.

## Description
La carapace du mâle holotype mesure 1,6 mm de long sur 1,5 mm et l'abdomen 2,4 mm de long et la carapace de la femelle paratype mesure 1,4 mm de long sur 1,4 mm et l'abdomen 1,9 mm de long.

## Étymologie
Son nom d'espèce lui a été donné en référence au lieu de sa découverte, la grotte Tham Pum.

## Publication originale
- Deeleman-Reinhold, 1995 : The Ochyroceratidae of the Indo-Pacific region (Araneae). The Raffles Bulletin of Zoology Supplement, no 2, p. 1-103 (texte intégral).